# أرمين سركيسيان
ارمين سركيسيان (بالأرمنية: Արմեն Վարդանի Սարգսյան) (و. 1953 – م) هو سياسي، وفيزيائي، ودبلوماسي، ورائد أعمال، وأستاذ جامعي، وعالِم حاسب آلي من أرمينيا . ولد في يريفان .تولى منصب رئيس وزراء أرمينيا عام 1996 لغايه 1997 وهو حالياً رئيس جمهوريه ارمينيا منذ 2018.

## التعليم
تعلم في جامعة ولاية يريفان

## جوائز
حصل على جوائز منها:
- Order of St. Gregory the Great.

## روابط خارجية
- أرمين سركيسيان على موقع IMDb (الإنجليزية)
- أرمين سركيسيان على موقع مونزينجر (الألمانية)
- أرمين سركيسيان على موقع كينوبويسك (الروسية)